# Głubczyce
Głubczyce este un oraș în Polonia.